# جورج ويليام جونسون (سياسي)
جورج ويليام جونسون هو سياسي كندي، ولد في 10 يوليو 1892 في ستراتفورد في كندا، وتوفي في 26 أبريل 1973. حزبياً، نشط في Progressive Conservative Party of Manitoba ‏.